# Rai Mux B
Rai Mux B è uno dei multiplex della televisione digitale terrestre a copertura nazionale presenti nel sistema italiano, l'unico che trasmette in DVB-T2. Appartiene a Rai Way, società controllata da Rai.

## Frequenze
Il Rai Mux B trasmette in SFN sul canale 40 della banda UHF V in tutta Italia. Il multiplex sfrutta la rete precedentemente impiegata per le trasmissioni del RAI Mux 4.

## Storia

### 2021
- 20 ottobre 2021: Attivazione del multiplex.

### 2022
- 8 marzo 2022: Eliminati Rai 2 HD e Rai Storia e aggiunti Rai 1 SD, Rai 2 SD e Rai 4. Rai 3 HD cambia LCN da 503 a 103, Rai Scuola da 146 a 57 e Rai Sport da 58 a 146.
- 21 dicembre 2022: Eliminato Rai Sport e aggiunta Rai Radio 2 Visual. Rai 1 SD e Rai 2 SD passano all'MPEG-4 e vengono rinominati Rai 1 SD (provvisorio) e Rai 2 SD (provvisorio).

### 2023
- 16 marzo 2023: Eliminati Rai 1 SD (provvisorio) e Rai 2 SD (provvisorio). Aggiunti Rai 1 HD, Rai 2 HD, Rai 3 HD, Rai Movie HD, Rai Premium HD, Rai Gulp HD, Rai Yoyo HD e Rai Storia HD in HbbTV. Aggiunta una copia di Rai Scuola alla LCN 146.
- 23 maggio 2023: Eliminato Rai Movie HD, rinominato Rai 3 HD in Rai 3 HD ( provvisorio ) che trasmette un cartello informativo.
- 14 giugno 2023: Eliminato Rai 3 HD ( provvisorio ) e aggiunti Rai Sport test HEVC alla LCN 558 e RaiPlay in HbbTV alla LCN 201.
- 21 settembre 2023: Aggiunto RaiPlay Sound in HbbTV alla LCN 203.

### 2024
- 28 agosto 2024: Passaggio del multiplex allo standard DVB-T2. Eliminati Rai 4, Rai Premium, Rai Premium HD (HbbTV), Rai Storia HD (HbbTV) e Rai Sport HD test HEVC. Aggiunti Rai 4 HD, Rai Premium HD, Rai News 24 HD, Rai Storia HD, Rai 4K Test, Rai 5 HD (HbbTV), Rai Movie HD (HbbTV) e Rai Sport HD (HbbTV). Rai Scuola e Rai Radio 2 Visual passano in HD e vengono rinominati in Rai Scuola HD e Rai Radio 2 Visual HD mentre RaiPlay (HbbTV), RaiPlay Sound (HbbTV), Rai Gulp HD (HbbTV), Rai Yoyo HD (HbbTV) e RTV San Marino passano in HEVC SD, i primi due vengono rinominati in Rai Play e Rai Play Sound. Rai 1 HD, Rai 2 HD, Rai 3 HD passano dalla modalità HbbTV alla lineare e vengono rinominati in Rai 1 HD (provvisorio), Rai 2 HD (provvisorio), Rai 3 HD (provvisorio).

### 2025
- 16 giugno 2025: Aggiunto RTV San Marino sulla LCN 550.

## Servizi
Sul multiplex Rai Mux B sono presenti canali televisivi in chiaro.

### Canali televisivi
| LCN     | Canale                 | Note           |
| ------- | ---------------------- | -------------- |
| 21      | Rai 4 HD               | FTA (HEVC HD)  |
| 25      | Rai Premium HD         | FTA (HEVC HD)  |
| 48      | Rai News 24 HD         | FTA (HEVC HD)  |
| 54      | Rai Storia HD          | FTA (HEVC HD)  |
| 57      | Rai Scuola HD          | FTA (HDTV)     |
| 201     | Rai Play               | cartello HbbTV |
| 202     | Rai Radio 2 Visual     | FTA (HEVC HD)  |
| 203     | Rai Play Sound         | cartello HbbTV |
| 501     | Rai 1 HD (provvisorio) | FTA (HEVC HD)  |
| 502     | Rai 2 HD (provvisorio) | FTA (HEVC HD)  |
| 503     | Rai 3 HD (provvisorio) | FTA (HEVC HD)  |
| 523     | Rai 5 HD               | cartello HbbTV |
| 524     | Rai Movie HD           | cartello HbbTV |
| 542     | Rai Gulp HD            | cartello HbbTV |
| 543     | Rai Yoyo HD            | cartello HbbTV |
| 550 831 | RTV San Marino         | FTA (HEVC SD)  |
| 558     | Rai Sport HD           | cartello HbbTV |

### Canali test
| LCN | Canale      | Note     |
| --- | ----------- | -------- |
| 100 | Rai 4K Test | FTA (4K) |